# 마블힐-225번가역
마블힐-225번가(영어: Marble Hill–225th Street) 또는 225번가(225th Street)은 뉴욕 지하철 IRT 브로드웨이-7번로선의 역이다. 맨해튼의 마블힐에서 브로드웨이와 225번가의 교차로에 위치하고 있으며, 전시간 1열차가 운행한다.

## 역사
1907년 1월 14일, 원래 지하철 노선의 서쪽 지점은 225번가로 연장되었고, 221번가 역의 구조가 해체되고 230번가로 옮겨져 새로운 임시 종착역이 되었다. 이 역은 1907년 1월 27일, 230번가에 있는 새로운 임시 종착역으로 연장되면서, 이 노선의 종착역 역할을 중단했다.
1924년 회계 연도에는 뉴욕 벨로드롬의 추가 승객을 수용하기 위해 북행 승강장에 계단이 추가로 건설되었다.
1948년 103번가-238번가 간의 IRT 브로드웨이-7번로선 승강장이 514 피트 (157 m)까지 연장되어 10량 급행열차가 이 역에서 정차할 수 있게 되었다. 이전에는 6량짜리 완행열차만 정차할 수 있었다. 승강장 확장은 단계적으로 이루어졌다. 1948년 7월 9일, 207번가와 238번가 사이의 역에 423,000달러의 비용으로 승강장 증축이 완공되었다.
1989년 8월 21일부터 2005년 5월 27일까지 이 역은 스킵스톱(skip stop) 서비스가 운행되던 1994년 9월 4일 전 주간과 러시아워 동안 9열차만 운행하던 3개역 중 하나였다. 2005년 5월 29일, 스킵 스톱 서비스는 9 열차와 함께 중단되었고, 이 때 1 열차가 전시간 역에 정차하기 시작했다.

## 역 구조
| P 승강장 | 상대식 승강장 | 상대식 승강장                       |
| P 승강장 | 북행 완행     | ← 242번가 방면 (231번가)            |
| P 승강장 | 혼잡구간 급행 | → 정규 운행 없음                    |
| P 승강장 | 남행 완행     | → 사우스 페리 방면 (215번가) →      |
| P 승강장 | 상대식 승강장 |                                     |
| M        | 대합실        | 운임구역, 역무실, 메트로카드 발매기 |
| G        | 거리층        | 출구                                |

이 고가역에는 2개의 상대식 승강장과 3개의 선로가 있다. 이 역을 우회하는 중앙 선로는 영업 운행에 사용되지 않는다. 두 승강장 모두 중앙에 베이지색 앞유리와 녹색 프레임과 윤곽이 있는 빨간색 캐노피, 양쪽 끝에는 가로등 기둥이 일정한 간격으로 배치된 녹색의 허리높이 강철 펜스가 있다. 역명판은 표준 검은색과 흰색 글씨로 되어 있다.
우포 홀럽(Wopo Holup)의 1991년작인 이 작품은 "Elevated Nature I-IV"라고 불린다. 이 노선의 다른 4개 역에도 일부분이 있다.
마블힐-225번가 역은 맨해튼의 최북단 지하철역이고 맨해튼섬 자체에 위치하고 있지 않은 맨해튼의 두 지하철역 중 하나로, 다른 하나는 틀:NYCS 63rd IND 열차의 루스벨트 아일랜드 역이다.

### 출구

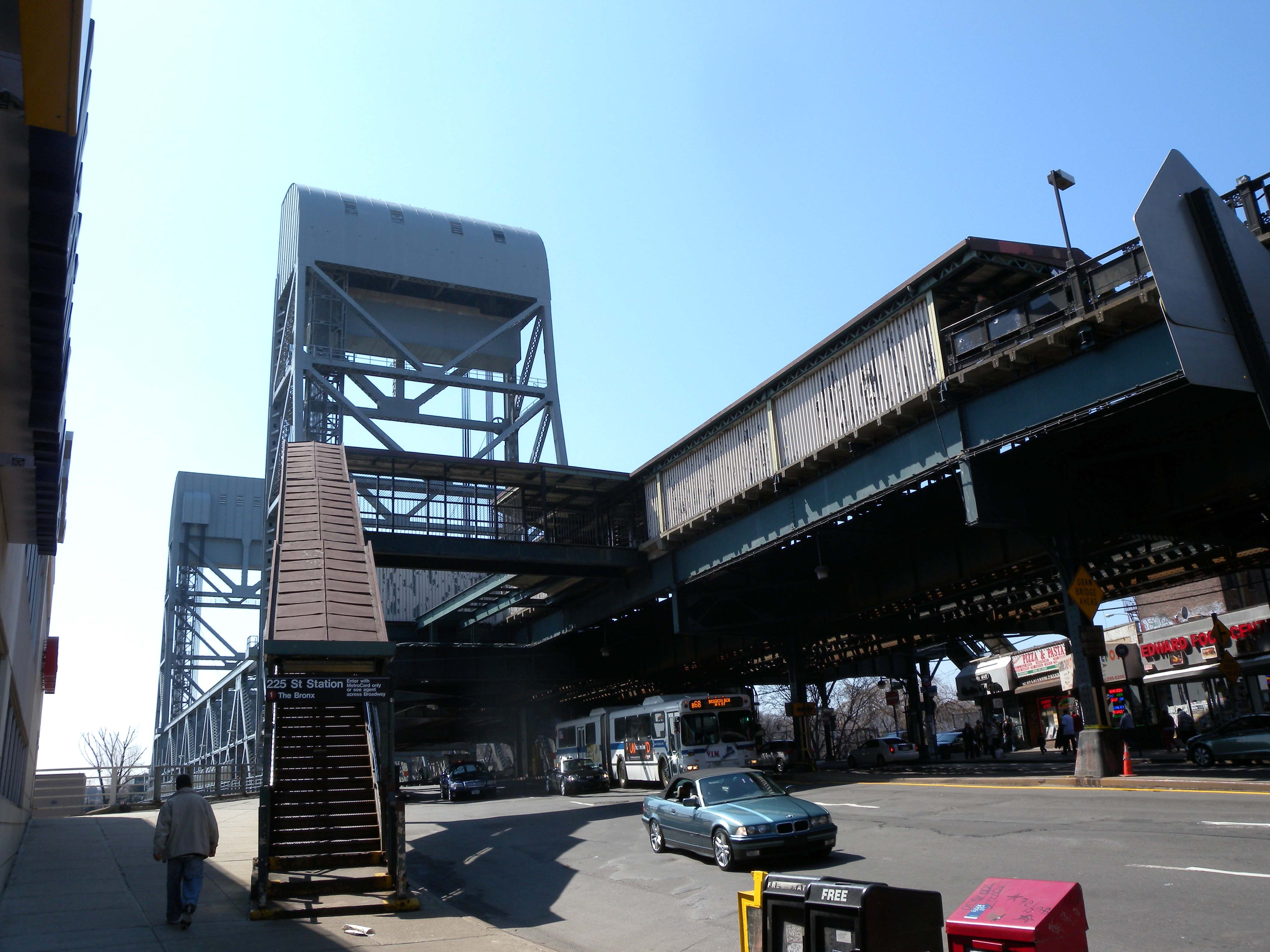
동부 거리계단

모든 운임 구역은 승강장층에 있으며 크로스오버 또는 크로스언더가 없다. 두 승강장 모두 역건물내에 있지만, 남행만 활성화되었다. 이곳에는 개찰구 뱅크, 토큰 부스, 그리고 브로드웨이 북서쪽 모퉁이와 225번가로 내려가는 계단 하나가 있다. 북행 승강장 출구는 2개의 전체높이 회전식 개찰구(하나는 출구 전용, 다른 하나는 출입구 겸용)를 통해 225번가의 북서쪽 모퉁이를 가로질러 브로드웨이 동쪽 방향으로 내려가는 계단 하나로 이어진다.하나를 통해 있다.

## 위치

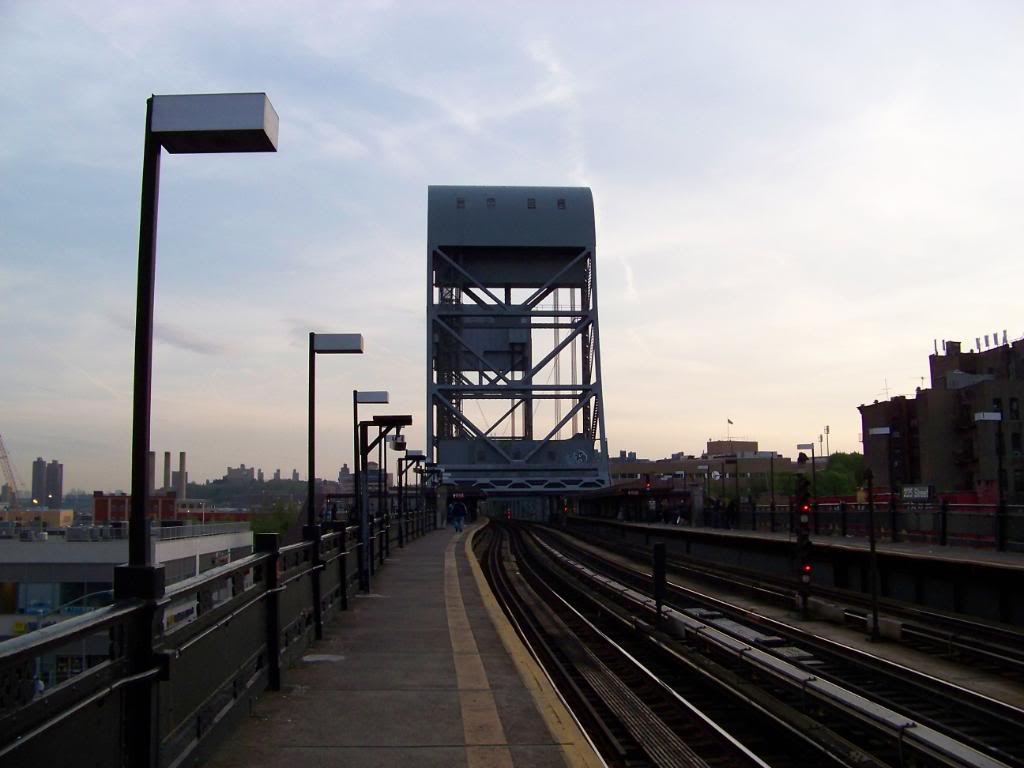
남쪽 교량 방향

이 역은 메트로 노스 철도 허드슨선의 마블힐역에서 0.2 마일 (0.32 km)도 채 안된다. 역 바로 남쪽에 있는 IRT 브로드웨이-7번로선이 브로드웨이교를 건너 맨해튼섬으로 이어진다.
오늘날 이 역 및 인근 지역은 스페튼 더빌 크리크(Spuyten Duyvil Creek)으로도 알려진 할렘강 선박운하(Harlem River Ship Canal)의 북쪽 해안에 위치하고 있으며 지리적으로 본토에 있다. 하지만, 이 지역은 이전에는 맨해튼섬의 일부였다. 이 운하는 1895년에 건설되어 이웃과 섬의 다른 지역을 구분했다. 원래의 creek bed이 채워진 후, 마블힐은 행정적, 정치적 목적을 위해 여전히 맨해튼의 일부로 여겨지지만, 본토의 일부가 되었다.

## 주해
1. ↑  맨해튼 "섬"과 맨해튼섬을 포함한 다른 여러섬 및 본토의 마블힐 지역으로 구성된 자치단체인 맨해튼 "자치구"의 구별에 대한 설명은 맨해튼을 참조하십시오.